# André Kissasse Ngandu
André Ngandu Kissasse est l'un des fondateurs de l'Alliance des Forces démocratiques pour la Libération du Congo (AFDL),il est le président du CNRD qui est un parti principal du mouvement armée ayant renversé le Maréchal Mobutu le 17 mai 1997.
Il est mort dans des circonstances obscures dans un embuscade près de Butembo, bien avant la prise du pouvoir par l'AFDL.